# Yola Araújo
Yola Catiana Moreira de Araújo (Lunda-Sul, 13 de junho de 1978), também conhecida como Yola Araújo, é uma cantora angolana, considerada um dos nomes sonantes da música angolana. Possui diversos álbuns lançados no mercado de sucesso e diversos hits como Quadradinha, Serás Para Sempre,Vale milhões feat Bass ( cantor), Página Virada entre outros.
É mãe de dois filhos: Ayani Costa e Jason Costa ambos frutos do seu relacionamento com actor Fredy Costa.

## Discografia
- 2001: Sensual[2]
- 2005: Um Pouco Diferente
- 2007: Diferente e mais um Pouco
- 2010: Em Nome do Amor
- 2014: A Fada do Amor
- 2015: Team de Sonho